# Коле д'Анкизе
Коле д'Анкизе (итал. Colle d'Anchise) је насеље у Италији у округу Кампобасо, региону Молизе.
Према процени из 2011. у насељу је живело 508 становника. Насеље се налази на надморској висини од 648 м.

## Становништво
| 1936. | 1951. | 1961. | 1971. | 1981. | 1991. | 2001. | 2011. |
| ----- | ----- | ----- | ----- | ----- | ----- | ----- | ----- |
| 2.013 | 2.035 | 1.547 | 1.061 | 949   | 868   | 818   | 802   |